# Ernst Kienast
Ernst Kienast (* 31. Mai 1882 in Nauen; † 1. Mai 1945 in Berlin) war ein deutscher Beamter. Er war von 1934 bis 1945 Direktor beim Reichstag.

## Leben
Nach seinem Schulabschluss mit der Obersekundareife im Jahre 1898 und nach einem juristischen Studium war Kienast fünfeinhalb Jahre im Landratsamt in Nauen tätig und wechselte danach als Regierungsbeamter nach Potsdam. Am 1. Dezember 1910 trat er in die Parlamentsverwaltung des preußischen Abgeordnetenhauses als Regierungssekretär ein. Dort wurde er am 1. April 1917 Kalkulator und Registrator sowie am 1. April 1923 Landtagsarchivar. Während des Ersten Weltkriegs wurde Kienast, der nicht als Soldat einberufen wurde, ausgezeichnet mit dem Verdienstkreuz für Kriegshilfe. Am 15. Dezember 1925 wurde er Oberregierungsrat. Gleichzeitig wurde er „Ständiger Vertreter des Direktors beim Preußischen Landtag“. Am 30. Januar 1930 wurde Kienast zum Direktor beim Preußischen Landtag ernannt.
Nach Auflösung des Preußischen Abgeordnetenhauses 1933 übernahm Kienast zunächst die Verwaltungsgeschäfte der dem preußischen Ministerpräsidenten mit Gesetz vom 26. Oktober 1933 unmittelbar nachgeordneten Stiftung Preußenhaus.
Nach der vorzeitigen Entlassung des Direktors beim Reichstag Reinhold Galle (1869–1954) am 30. Juni 1934 wurde schon im Juli 1934 Kienast mit der Leitung des Büros beim Reichstag betraut und am 1. Oktober 1934 zum Direktor beim Reichstag ernannt, bzw. seit 1938 zum Direktor beim „Großdeutschen Reichstag“. Seine Tätigkeit als Direktor der Stiftung „Preußenhaus“ setzte Kienast fort. Vermutlich kam der Wechsel vom Landtag in den Reichstag auf Wunsch des ehemaligen Präsidenten des Abgeordnetenhauses Hanns Kerrl zustande. Kerrl war Erster Vizepräsident des Reichstags geworden und wurde am 12. Dezember 1933 vom ehemaligen Preußischen Ministerpräsidenten und Reichstagspräsidenten (seit 1932) Hermann Göring (1893–1946) mit der Wahrnehmung der laufenden Geschäfte betraut.
Kienast, der bei Mitarbeitern als sehr mitteilungsbedürftig galt, hatte seine Stelle als Direktor beim Reichstag zur höchsten Zufriedenheit des an seinen Pflichten als Reichstagspräsidenten nicht sonderlich interessierten Göring ausgefüllt. Während Kerrls Ansehen bei Göring bis 1939 zusehends schwand, gelang es Kienast, Görings Vertrauen zu erhalten. Zum Dank setzte sich Göring 1939 mit Erfolg beim „Führer und Reichskanzler“ Adolf Hitler dafür ein, dass der Dienstposten von Kienast zu einer B 7 a-Dirigentenstelle aufgewertet wurde. Kienasts Amtsbezeichnung war fortan Ministerialdirigent beim Großdeutschen Reichstag. Die Neubewertung der Leiterstelle im Reichstagsbüro vom Direktor zum Ministerialdirigenten ging einher mit vergleichbaren Stellenaufwertungen in anderen Reichsbehörden unabhängig von den Dienststelleninhabern. Als am 15. Dezember 1941 der „Geschäftsführende Präsident“ des Reichstags Kerrl starb, übertrug Göring die Wahrnehmung der Geschäfte auf Kienast.
Der parteilose Kienast wurde wahrscheinlich schon durch den seit Mai 1932 amtierenden Präsidenten des Preußischen Abgeordnetenhauses Kerrl näher an die NSDAP herangeführt. Dennoch trat er erst zum 1. Mai 1937 der NSDAP bei (Mitgliedsnummer 3.934.026). Kienasts Söhne waren Mitglied der SS. Zeitgenössisch wurde vermutet, dass in der Familie Kienast die Ehefrau die treibende Kraft war, sich im Sinne der NSDAP zu engagieren.
Kienast und seine Frau kamen während der letzten Tage des Zweiten Weltkrieges beim Einmarsch der Roten Armee in Kienasts Dienstwohnung in der Leipziger Straße 4 in Berlin ums Leben.

## Schriften (Auswahl)
- (Hrsg.): Der Deutsche Reichstag 1936, III. Wahlperiode. R. v. Decker’s Verlag, G. Schenck, Berlin 1936